# Hoofdklasse cricket
De Hoofdklasse in het Nederlandse cricket is de op een na hoogste cricket-competitie. De hoogste klasse is de Topklasse.

## Deelnemende teams
In 2017 wordt deelgenomen door de volgende teams.
| Team           | Plaats      | Buitenlandse speler                |
| -------------- | ----------- | ---------------------------------- |
| Bloemendaal 1  | Bloemendaal |                                    |
| Groen & Wit 1  | Amsterdam   |                                    |
| HCC 2          | Den Haag    | Werner Coetsee en Jonathan Vandiar |
| SV Kampong 1   | Utrecht     |                                    |
| Rood en Wit 1  | Haarlem     |                                    |
| Sparta 1       | Rotterdam   | Muhammed Wasim                     |
| VCC 1          | Den Haag    |                                    |
| VVV 1          | Amsterdam   |                                    |
| Salland CC 1   |             |                                    |
| Dosti United 2 |             |                                    |

## Externe koppelingen
- Officiële website van de KNCB
- Uitslagen van 2017